# 约翰·埃利亚施
约翰·埃利亚施（英語：Johan Eliasch，1962年2月—），瑞典裔英国商人，投资者，环保主义者，现任国际滑雪和单板滑雪联合会（FIS）主席，国际奥林匹克委员会委员。